# Cmentarz Komunalny w Żywcu
Cmentarz Komunalny w Żywcu – cmentarz w Żywcu, w dzielnicy Zabłocie.
Nekropolia zlokalizowana jest przy ul. Stolarskiej w pobliżu cmentarza rzymskokatolickiego i żydowskiego. Została uruchomiona 31 października 2005. W jej otwarciu udział wziął burmistrz Antoni Szlagor, jak również delegaci starostwa i radni, a także przedstawiciele kościoła rzymskokatolickiego – proboszczowie parafii z św. Floriana i Chrystusa Króla oraz ks. infułat Władysław Fidelus z parafii Narodzenia Najświętszej Marii Panny i inni zaproszeni goście.
Cmentarz posiada 1,6 ha powierzchni. Jego administratorem pozostaje Przedsiębiorstwo Usług Komunalnych w Żywcu. Powstały tu kwatery przeznaczone na pochówki w grobach pojedynczych, grobowcach oraz w urnach. Jest ogrodzony, zainstalowane zostały systemy odwadniające i oświetlenie. Wokół jego obszaru zlokalizowano miejsca parkingowe. Środkiem nekropolii przebiega wybrukowana alejka. Prowadzący do niego odcinek ul. Stolarskiej został wyasfaltowany w ramach powstającej inwestycji.